# الکس کینیونز
الکس کینیونز (اسپانیایی: Álex Quiñónez‎; ۱۱ اوت ۱۹۸۹ – ۲۲ اکتبر ۲۰۲۱) دونده دو سرعت اهل اکوادور بود.
وی در مسابقات کشوری و بین‌المللی در مجموع برندهٔ ۴ مدال طلا، ۱ مدال نقره، ۴ مدال برنز شده‌است.